# Каллі Ернандес
Каллі Ернандес (англ. Callie Hernandez; нар. 24 травня 1988, Остін, Техас, США) — американська акторка, найбільш відома ролями в фільмах «Відьма з Блер: Нова глава», «Ла-Ла Ленд», «Чужий: Заповіт».

## Біографія
Каллі Ернандес народилася в Остіні, Техас, США, але в дитинстві вона багато переїжджала: жила в Новому Орлеані, на Середньому Заході, по всьому Техасу, зокрема в Сан-Антоніо. У 12 років почала вивчати гру на гітарі, пізніше — на віолончелі. У 16 років Каллі вступила в Університет Техасу, але не могла визначитись із напрямком навчання. Вона спочатку спеціалізувалась на візуальному мистецтві, потім — на дизайні інтер'єру, урешті-решт дівчина отримала освіту в галузі фотожурналістики. Крім того Ернандес була студенткою акторського факультету, але змушена була кинути заняття через нестачу коштів для оплати навчання в Студії Вільяма Еспера в Мангеттені.

## Кар'єра
Дебютну роль Ернандес отримала в комедійному екшні «Мачете вбиває». Після виходу стрічки у 2013 вона отримала роль у двох епізодах серіалу жахів «Від заходу до світанку», а також бойовику-трилері «Місто гріхів 2: Жінка, заради якої варто вбивати», але в титрах її не зазначили.
У 2014 було оголошено, що акторка з'явиться в майбутньому телепроєкті «Тільки для своїх» каналу ABC, але серіал було скасовано ще до прем'єри. Наступного року Ернандес приєдналася до акторського складу фільму-мюзиклу «Ла-Ла Ленд».
У 2016 році Каллі почала виконувати одну із головних ролей комедійного серіалу «Грейвс», а також зіграла в хорорі «Відьма з Блер: Нова глава». Того ж року було анонсовано, що акторка зіграє у фільмі Рідлі Скотта «Чужий: Заповіт», який вийшов у прокат у 2017.

## Фільмографія
| Рік       |    | Українська назва                                 | Оригінальна назва               | Роль                                  |
| --------- | -- | ------------------------------------------------ | ------------------------------- | ------------------------------------- |
| 2013      | ф  | Мачете вбиває                                    | Machete Kills                   | Космічна Краля                        |
| 2014      | с  | Від заходу до світанку                           | From Dusk Till Dawn: The Series | Джессі (2 епізоди)                    |
| 2014      | ф  | Місто гріхів 2: Жінка, заради якої варто вбивати | Sin City: A Dame to Kill For    | Тельма                                |
| 2015      | тф | Тільки для своїх                                 | Members Only                    | Ана                                   |
| 2016      | ф  | Відьма з Блер: Нова глава                        | Blair Witch                     | Ліза                                  |
| 2016      | ф  | Ла-Ла Ленд                                       | La La Land                      | Трейсі                                |
| 2016—2017 | с  | Грейвс                                           | Graves                          | Саманта (20 епізодів)                 |
| 2017      | ф  | Безкінечне                                       | The Endless                     | Анна                                  |
| 2017      | ф  | Чужий: Заповіт                                   | Alien: Covenant                 | Апворт                                |
| 2018      | ф  | Під Сільвер-Лейк                                 | Under the Silver Lake           | Міллісент Севенс                      |
| 2019      | с  | Занадто старий, щоб померти молодим              | Too Old to Die Young            | Аманда (епізод "Volume 1: The Devil") |
| 2019      | с  |                                                  | Soundtrack                      | Неллі (10 епізодів)                   |
| 2022      | с  | Бортпровідниця                                   | The Flight Attendant            | Габріель Діаз (8 епізодів)            |
| 2022      | ф  | Нестримне весілля                                | Shotgun Wedding                 | Джеймі Рівера                         |
| 2024      | ф  |                                                  | Invention                       | Керрі                                 |